# Liste des propriétés culturelles du Tōdai-ji

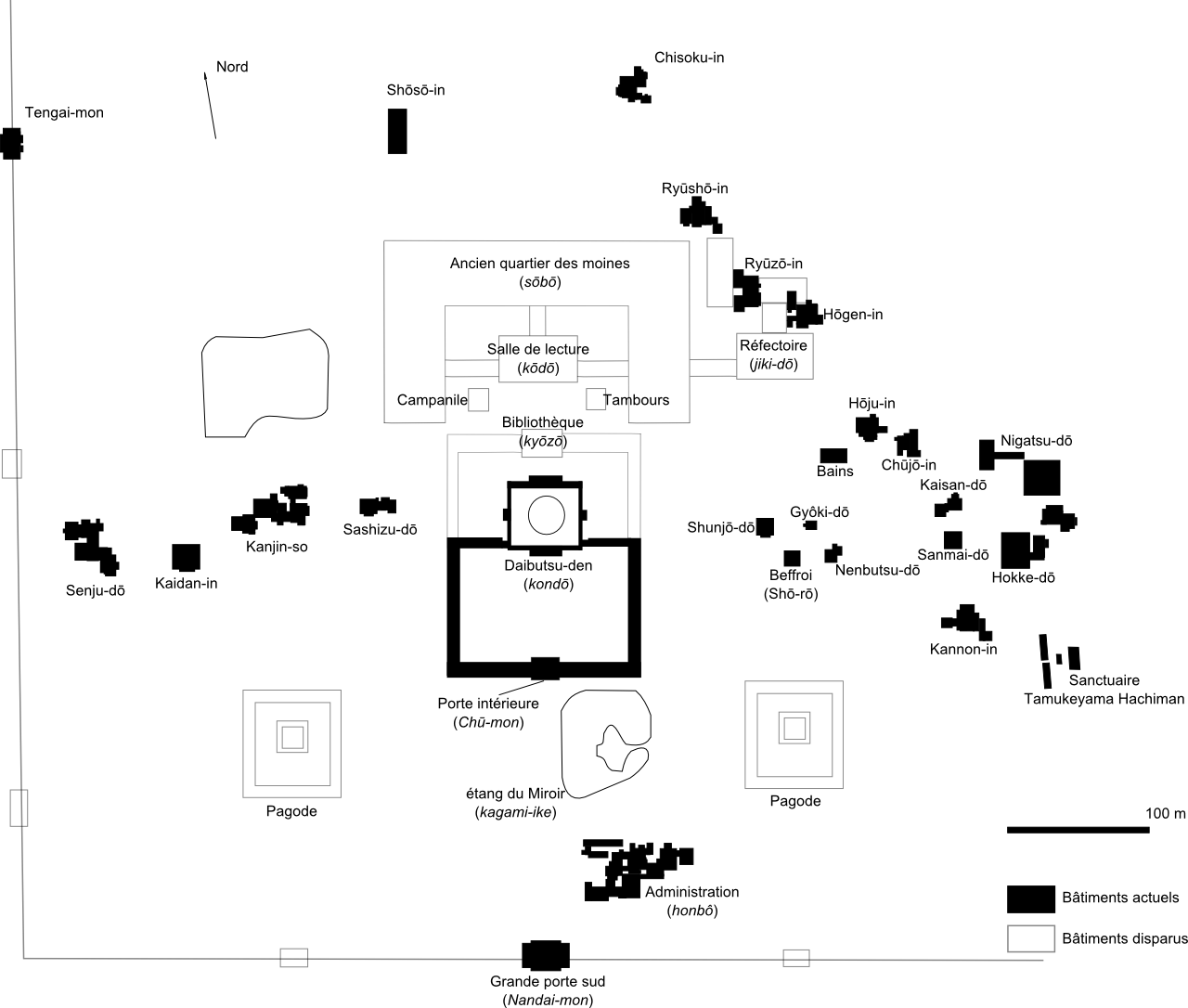
Plan général du Tōdai-ji, indiquant les structures existantes et disparues (cliquer pour agrandir).

Cet article liste les propriétés culturelles classées détenues par le temple Tōdai-ji de Nara au Japon.
Plusieurs niveaux de désignations existent pour les biens dits tangibles, en fonction de l'importance historique ou artistique de l'objet classé ; dans l'ordre :
- propriété enregistrée ;
- propriété désignée (au niveau communal, préfectoral ou national) ;
- bien culturel important (abrégé ici BCI) ;
- trésor national (abrégé TN), pour les propriétés les plus précieuses.

## Construction
| Image | Nom                                                                                       | Date                | Architecture | Commentaires                                                          | Classement               |
| ----- | ----------------------------------------------------------------------------------------- | ------------------- | --- | --------------------------------------------------------------------- | ------------------------ |
|       | Couloir est 東廻廊 higashi kairō                                                          | 1716-37             | 41x1 baies, sans étage, toit de tuiles                                                                                            | kairō                                                                 | BCI                      |
|       | Couloir ouest 西廻廊 nishi kairō                                                          | 1716-37             | 41x1 baies, sans étage, toit de tuiles                                                                                            | kairō                                                                 | BCI                      |
|       | Salle des fondateurs 開山堂 kaisan-dō                                                     | 1200-50             | 3x3 baies, sans étage, hōgyō-zukuri, toit de tuiles                                                                               | kaisan-dō                                                             | TN                       |
|       | Entrepôt des sutras 勧進所経庫 kanjinshokyōko                                             | 794-929             | 3x3 baies, technique azekura, toit à croupe (yosemune-zukuri), toit de tuiles                                                     |                                                                       | BCI                      |
|       | Kondō (Daibutsu-den, salle principale) (金堂 (大仏殿))                                    | 1705                | 5x5 baies, faux étage de type mokoshi, toit à croupe (yosemune-zukuri), toit de tuiles, pignon couvert en cuivre karahafu         |                                                                       | TN                       |
|       | Gorintō (五輪塔)                                                                          | 1185-1274           | |                                                                       | BCI                      |
|       | Sanmai-dō (Shigatsu-dō) (三昧堂(四月堂))                                                  | 1681                | 3x3 baies, un étage, toit à croupe (yosemune-zukuri), toit de tuiles                                                              |                                                                       | BCI                      |
|       | Shō-rō (鐘楼)                                                                             | 1207-10             | 1x1 baie, sans étage, irimoya-zukuri, toit de tuiles                                                                              |                                                                       | TN                       |
|       | Ōyuya (大湯屋)                                                                            | 1408                | 8x5 baies, sans étage, technique irimoya-zukuri en façade, toit à pignons (Kirizuma-zukuri) à l'arrière, toit de tuiles, tsumairi | Bains                                                                 | BCI                      |
|       | Chū-mon (中門)                                                                            | 1714                | 5 baies, trois portes (rōmon), toit de tuiles                                                                                     |                                                                       | BCI                      |
|       | Tengai-mon (転害門)                                                                       | Époque de Nara      | 3 baies, une porte hakkyakumon, toit à pignons (Kirizuma-zukuri), toit de tuiles                                                  |                                                                       | TN                       |
|       | Tōzaigaku-mon (est) (東西楽門 (東))                                                       | 1722                | 3 baies, une porte hakkyakumon, toit à pignons (Kirizuma-zukuri), toit de tuiles                                                  |                                                                       | BCI                      |
|       | Tōzaigaku-mon (ouest) (東西楽門 (西))                                                     | 1719                | 3 baies, une porte hakkyakumon, toit à pignons (Kirizuma-zukuri), toit de tuiles                                                  |                                                                       | BCI                      |
|       | Nandai-mon (南大門) (Grande porte sud)                                                    | 1199                | 5 baies, trois portes, un étage, irimoya-zukuri, toit de tuiles                                                                   |                                                                       | TN                       |
|       | Nigatsu-dō (二月堂)                                                                       | 1669                | 10x7 baies, sans étage, toit à croupe (yosemune-zukuri), toit de tuiles                                                           |                                                                       | TN                       |
|       | Sanrōsho du Nigatsu-dō (二月堂参籠所)                                                     | 1277-1282           | 5x4 baies, sans étage, toit à pignons (Kirizuma-zukuri), toit de tuiles                                                           | Lieu de méditation et de prière                                       | BCI                      |
|       | Busshōya (gokūsho) du Nigatsu-dō (二月堂仏餉屋(御供所))                                   | 1185-1274           | 5x2 baies, sans étage, toit à pignons (Kirizuma-zukuri), toit de tuiles                                                           | Réservé à la préparation des offrandes de nourriture pour les rituels | BCI                      |
|       | Akaiya (wakasaiya) du Nigatsu-dō (二月堂閼伽井屋(若狭井屋))                               | 1275-1332           | 3x2 baies, sans étage, toit à pignons (Kirizuma-zukuri), toit de tuiles                                                           | Structure couvrant deux puits pour les rituels                        | BCI                      |
|       | Nembutsu-dō (念仏堂)                                                                      | 1237                | 3x3 baies, sans étage, toit à croupe (yosemune-zukuri), toit de tuiles                                                            |                                                                       | BCI                      |
|       | Hokke-dō (salle du Lotus) (法華堂) ou Sangatsu-dō (salle du troisième mois)               | 747, 1199           | 5x8 baies, sans étage, technique irimoya-zukuri pour la façade, toit à croupe (yosemune-zukuri) pour l'arrière, toit de tuiles    |                                                                       | TN                       |
|       | Entrepôt du Hokke-dō (法華堂経庫)                                                         | 794-929             | 3x3 baies, azekura, toit à croupe (yosemune-zukuri), toit de tuiles                                                               |                                                                       | BCI                      |
|       | Chōzuya (bassin) du Hokke-dō (法華堂手水屋)                                               | 1335                | 7x4 baies, toit à pignons (Kirizuma-zukuri), toit de tuiles                                                                       |                                                                       | BCI                      |
|       | Porte nord du Hokke-dō (法華堂北門)                                                       | 1240                | quatre portes, toit à pignons (Kirizuma-zukuri), toit de tuiles                                                                   |                                                                       | BCI                      |
|       | Entrepôt 本坊経庫 honbōkyōko                                                              | 710-793             | 3x2 baies, azekura, toit à croupe (yosemune-zukuri), toit de tuiles                                                               |                                                                       | TN                       |
|       | Kanjōdō du Shingon-in 東大寺真言院灌頂堂 Tōdai-ji Shingon-in kanjōdō                      | 1649 et suivant     | |                                                                       | Désignation préfectorale |
|       | Porte principale du Shingon-in 東大寺真言院表門 Tōdai-ji Shingon-in omotemon              | 1649 et suivant     | |                                                                       | Désignation préfectorale |
|       | Jizōdō du Shingon-in 東大寺真言院地蔵堂 Tōdai-ji Shingon-in Jizōdō                        | 1649 et suivant     | |                                                                       | Désignation préfectorale |
|       | Kangodono du Shingon-in 東大寺真言院神護殿 Tōdai-ji Shingon-in kangodono                  | 1649 et suivant     | |                                                                       | Désignation préfectorale |
|       | Akaiya du Shingon-in 東大寺真言院閼伽井屋 Tōdai-ji Shingon-in akaiya                      | 1649 et suivant     | |                                                                       | Désignation préfectorale |
|       | Shō-rō (beffroi) du Shingon-in 東大寺真言院鐘楼 Tōdai-ji Shingon-in shōrō                 | 1649 et suivant     | |                                                                       | Désignation préfectorale |
|       | Porte sud du Shingon-in 東大寺真言院南門 Tōdai-ji Shingon-in nanmon                       | 1649 et suivant     | |                                                                       | Désignation préfectorale |
|       | Kaidan-in (ou kaidan-dō, estrade d'ordination) 東大寺戒壇院戒壇堂 Tōdai-ji Nigatsudō yuya | 1733                | |                                                                       | Désignation préfectorale |
|       | Bains du Nigatsudō 東大寺二月堂湯屋 Tōdai-ji Nigatsudō yuya                               | Milieu époque d'Edo | |                                                                       | Désignation préfectorale |

## Peinture
| Image | Nom | Date                       | Support                    | Commentaires | Classement               |
| ----- | --- | -------------------------- | -------------------------- | --- | ------------------------ |
|       | Kusha mandala 絹本著色倶舎曼荼羅図 | Époque de Heian (XIIe)     |                            | mandala de l'école Kusha | TN                       |
|       | Rouleau illustré des Cinquante-Cinq Lieux du sūtra Avatamsaka 紙本著色華厳五十五所絵巻 Kegon gojūgo-sho emaki,                           | XIIe siècle                | couleurs sur papier, emaki | Narre le pèlerinage en Inde du jeune Sudhanakumâra, d'après un passage du sūtra Avatamsaka (Kegon) | TN                       |
|       | Portrait de Kōzō Daishi 絹本著色香象大師像 Kōzō Daishi zō,                                                                               | Époque de Kamakura (XIIIe) | couleurs sur soie          | Un des cinq patriarches de l'école Kegon | BCI                      |
|       | Mandala des amis de bien de l'assemblée du Kegon vaste comme un océan 絹本著色華厳海会善知識曼荼羅図 Kegon kai-e zenchishiki mandara zu, | 1294                       | couleurs sur soie          | Peint par Raien pour le Kōzan-ji, transféré au Tōdai-ji en 1421 | BCI                      |
|       | Cinquante-Cinq Lieux du sūtra Avatamsaka 絹本著色華厳五十五所絵 Kegon gojūgo-sho e,                                                      | Époque de Heian            | couleurs sur soie          | Dix peintures sont entreposées au Tōdai-ji et dix autres au musée d'art Fujita, au musée Nezu, et au musée national de Nara | BCI                      |
|       | Légendes du Daibutsu 紙本著色東大寺大仏縁起 Tōdai-ji daibutsu engi,                                                                      | 1536                       | couleurs sur soie          | Histoires et légendes autour de la fondation du Daibutsu peintes dans le cadre d'une campagne de levée de fonds pour des restaurations, avec les Légendes de Hachiman ; par Shiba Rinken ; trois rouleaux                          | BCI                      |
|       | Portrait de Kashō Daishi 絹本著色嘉祥大師像 Kashō Daishi zō,                                                                             | Époque de Kamakura (XIIIe) | couleurs sur soie          | Jizang (549-623), patriarche de l'école Sanron | BCI                      |
|       | Portrait de Jōei Daishi 絹本著色浄影大師像 Jōei Daishi zō,                                                                               | Époque de Kamakura (XIIIe) | couleurs sur soie          | Hui Yuan (523-592), patriarche de l'école Sanron venant de Dunhuang | BCI                      |
|       | Quatre saints fondateurs (version Kenchō) 絹本著色四聖御影 Shishōnomi-e,                                                                 | 1256                       | couleurs sur soie          | Quatre fondateurs historiques du temple : Shōmu, Rōben, Bodhisena et Gyōki | BCI                      |
|       | Quatre saints fondateurs (version Eiwa) 絹本著色四聖御影 Shishōnomi-e,                                                                   | 1377                       | couleurs sur soie          | Quatre fondateurs historiques du temple : Shōmu (fond à gauche), Rōben (devant à gauche), Bodhisena (fond à droite) et Gyōki (devant à droite) ; par Hokkyō Kanjō de la province de Mino ; copie de la version de 1256 (ci-dessus) | BCI                      |
|       | Kannon à onze têtes 絹本著色十一面観音像 Jūichimen Kannon zō                                                                             | Époque de Kamakura         | couleurs sur soie          | Jūichimen Kannon | BCI                      |
|       | Mandala du Nigatsu-dō 二月堂曼荼羅図 Nigatsudō mandara zu                                                                                | Époque de Muromachi        |                            | mandala | Désignation préfectorale |
|       | Histoire et légendes du Tōdai-ji 絹本著色東大寺縁起図 Tōdaiji engi zu                                                                    | Époque de Kamakura         | couleurs sur soie          | Deux pièces | Désignation préfectorale |
|       | Triade de Shaka et seize Rakan 絹本著色釈迦三尊十六羅漢像 Shaka sanzon jūroku rakan zō,                                                  | Époque de Kamakura (XIVe)  | couleurs sur soie          | Shaka et Seize Rakan | Désignation municipale   |

## Sculpture
| Image | Nom | Date                      | Matériau                      | Commentaires                                                                                             | Classement               |
| ----- | --- | ------------------------- | ----------------------------- | --- | ------------------------ |
|       | Bon-ten 乾漆梵天立像 Bon-ten ryūzō | Époque de Nara            | laque sèche                   | Statue debout de Bon-ten ; entreposée au Hokke-dō                                                        | TN                       |
|       | Taishaku-ten 乾漆帝釈天立像 Taishaku-ten ryūzō | Époque de Nara            | laque sèche                   | Statue debout de Taishakuten ; entreposée au Hokke-dō                                                    | TN                       |
|       | Kongō Rikishi 乾漆金剛力士立像 Taishaku-ten ryūzō, | Époque de Nara            | laque sèche                   | Statue debout d'Agyō ; entreposée au Hokke-dō                                                            | TN                       |
|       | Kongō Rikishi 乾漆金剛力士立像 Taishaku-ten ryūzō, | Époque de Nara            | laque sèche                   | Statue debout d'Ungyō ; entreposée au Hokke-dō                                                           | TN                       |
|       | Quatre rois célestes 乾漆四天王立像 Shitennō ryūzō | Époque de Nara            | laque sèche                   | Statue debout du roi céleste Jikoku-ten ; entreposée au Hokke-dō                                         | TN                       |
|       | Quatre rois célestes 乾漆四天王立像 Shitennō ryūzō | Époque de Nara            | laque sèche                   | Statue debout du roi céleste Zōjō-ten ; entreposée au Hokke-dō                                           | TN                       |
|       | Quatre rois célestes 乾漆四天王立像 Shitennō ryūzō | Époque de Nara            | laque sèche                   | Statue debout du roi céleste Kōmoku-ten ; entreposée au Hokke-dō                                         | TN                       |
|       | Quatre rois célestes 乾漆四天王立像 Shitennō ryūzō | Époque de Nara            | laque sèche                   | Statue debout du roi céleste Tamon-ten ; entreposée au Hokke-dō                                          | TN                       |
|       | Fukūkenjaku Kannon 乾漆不空羂索観音立像 Fukūkenjaku Kannon ryūzō                                                                                                 | Époque de Nara            | laque sèche                   | Statue debout de Fukūkensaku Kannon ; entreposée au Hokke-dō                                             | TN                       |
|       | Nikkō bosatsu 塑造日光仏立像 Nikkō butsu ryūzō | Époque de Nara            | terre séchée                  | Statue debout de Nikkō Bosatsu ; entreposée au Hokke-dō                                                  | TN                       |
|       | Gakkō bosatsu 塑造月光仏立像 Gakkō butsu ryūzō | Époque de Nara            | terre séchée                  | Statue debout de Gakkō Bosatsu ; entreposée au Hokke-dō                                                  | TN                       |
|       | Quatre rois célestes 塑造四天王立像 Shitennō ryūzō | Époque de Nara            | terre séchée                  | Statue debout du roi céleste Jikoku-ten ; entreposée au Kaidan-dō                                        | TN                       |
|       | Quatre rois célestes 塑造四天王立像 Shitennō ryūzō | Époque de Nara            | terre séchée                  | Statue debout du roi céleste Zōjō-ten ; entreposée au Kaidan-dō                                          | TN                       |
|       | Quatre rois célestes 塑造四天王立像 shitennō ryūzō | Époque de Nara            | terre séchée                  | Statue debout du roi céleste Kōmoku-ten ; entreposée au Kaidan-dō                                        | TN                       |
|       | Quatre rois célestes 塑造四天王立像 shitennō ryūzō | Époque de Nara            | terre séchée                  | Statue debout du roi céleste Tamon-ten ; entreposée au Kaidan-dō                                         | TN                       |
|       | Shūkongō-jin 塑造執金剛神立像 Shūkongō-jin ryūzō | Époque de Nara            | terre séchée                  | Statue debout de Shūkongō-jin ; entreposée au Hokke-dō                                                   | TN                       |
|       | Naissance de Shaka 銅造誕生釈迦仏立像 Shaka butsu ryūzō, | Époque de Nara            | Bronze                        | Utilisée lors des cérémonies fêtants l'anniversaire du Bouddha historique                                | TN                       |
|       | Vairocana 銅造盧舎那仏坐像 Rushana butsu zazō | 752                       | Bronze                        | Daibutsu ; restauré au XVIIe ; situé au Daibutsu-den                                                     | TN                       |
|       | Kongō Rikishi 木造金剛力士立像 Kongōrikishi ryūzō | 1203                      | Bois                          | Statue debout d'Agyō gardant la Nandaimon (grande porte sud) ; par Unkei et Kaikei                       | TN                       |
|       | Kongō Rikishi 木造金剛力士立像 Kongōrikishi ryūzō | 1203                      | Bois                          | Statue debout d'Ungyō gardant la Nandaimon (grande porte sud) ; par Unkei et Kaikei                      | TN                       |
|       | Chōgen 木造俊乗上人坐像 Shunjō shōnin zazō, | c.1206                    | Bois                          | Statue assise de Chōgen ; entreposée au Shunjō-dō                                                        | TN                       |
|       | Hachiman vêtu comme un moine 木造僧形八幡神坐像 Hachimanjin zazō,                                                                                                | 1201                      | Bois                          | Hachiman déguisé en moine, par Kaikei ; entreposée au sanctuaire Hachiman                                | TN                       |
|       | Moine Rōben 木造良弁僧正坐像 Rōben sōjō zazō, | Époque de Heian (fin IXe) | Bois                          | Statue assise de Rōben, un des fondateurs du Tōdai-ji ; entreposée au kaisan-dō                          | TN                       |
|       | Shaka Nyorai 木造釈迦如来坐像 Shaka Nyorai zazō, | 1225                      | Bois                          | Statue assise de Shaka ; par Zen'en (善慶)                                                               | BCI                      |
|       | Miroku 木造弥勒菩薩坐像 Miroku bosatsu zazō, | Époque de Heian           | Bois                          | Statue assise de Miroku                                                                                  | BCI                      |
|       | Amida Nyorai 木造阿弥陀如来坐像 Amida Nyorai zazō | Époque de Heian           | Bois                          | Statue assise d'Amida ; entreposée au Kangaku-in                                                         | BCI                      |
|       | Amida Nyorai 木造阿弥陀如来立像 Amida Nyorai ryūzō, | Époque de Kamakura        | Bois                          | Statue debout d'Amida ; entreposée au Shunjō-dō                                                          | BCI                      |
|       | Amida Nyorai 木造阿弥陀如来坐像 Amida Nyorai zazō | Époque de Kamakura        | Bois                          | Statue assise d'Amida                                                                                    | BCI                      |
|       | Lion en pierre 石造獅子 Sekizō shishi | Époque de Kamakura        | Pierre                        | Lion gardien des temples par Chin Wakei (陳和卿) ; situé à la grande porte sud (Nandaimon)               | BCI                      |
|       | Nimbe à la forme de bateau 銅造舟形光背 Dōzō funagata kōhai, | Époque de Nara            | Bronze                        | | BCI                      |
|       | Jizō Bosatsu 木造地蔵菩薩坐像 Jizō bosatsu zazō | Époque de Kamakura        | Bois                          | Statue assise de Jizō ; entreposée au Hokke-dō                                                           | BCI                      |
|       | Jizō Bosatsu 木造地蔵菩薩坐像 Jizō bosatsu zazō | Époque de Kamakura        | Bois                          | Statue assise de Jizō ; entreposée au Nembutsu-dō                                                        | BCI                      |
|       | Jizō Bosatsu 木造地蔵菩薩坐像 Jizō bosatsu ryūzō | Époque de Kamakura        | Bois                          | Statue debout de Jizō                                                                                    | BCI                      |
|       | Jizō Bosatsu 木造地蔵菩薩坐像 Jizō bosatsu ryūzō, | Époque de Kamakura        | Bois                          | Statue debout de Jizō ; par Kaikei ; entreposée au Kōkei-dō                                              | BCI                      |
|       | Aizen Myōō 木造愛染明王坐像 Aizen Myōō zazō, | Époque de Heian           | Bois                          | Statue assise d'Aizen Myōō ; entreposée au Shunjō-dō                                                     | BCI                      |
|       | Aizen Myōō 木造愛染明王坐像 Aizen Myōō zazō | Époque de Muromachi       | Bois                          | Statue assise d'Aizen Myōō                                                                               | BCI                      |
|       | Benzaiten 塑造弁財天吉祥天立像 Benzaiten Kisshōten ryūzō | Époque de Nara            | terre séchée                  | Statue debout de Benzaiten                                                                               | BCI                      |
|       | Kisshōten 塑造弁財天吉祥天立像 Benzaiten Kisshōten ryūzō | Époque de Nara            | terre séchée                  | Statue debout de Kichijōten                                                                              | BCI                      |
|       | Tamon-ten 木造多聞天立像 Tamon-ten ryūzō, | 1178                      | Bois                          | Statue debout de Tamonten                                                                                | BCI                      |
|       | Senjū Kannon 木造千手観音立像 Senjū Kannon ryūzō | Époque de Heian           | Bois                          | Statue debout de Kannon aux mille bras ; entreposée au Sanmai-dō (Shigatsu-dō)                           | BCI                      |
|       | Gokōshii Amida 木造五劫思惟弥陀仏坐像 Gokōshii Mida butsu zazō                                                                                                   | Époque de Muromachi       | Bois                          | Statue assise de Gokōshii Amida ; entreposée au Kangaku-in                                               | BCI                      |
|       | Fudō Myōō et deux divinités liées 木造不動明王二童子像 Fudō Myōō nidōshizō,                                                                                      | 1373                      | Bois                          | entreposée au Hokke-dō                                                                                   | BCI                      |
|       | Kariteimo 木造訶梨帝母坐像 Kariteimo zazō, | Époque de Heian           | Bois                          | Statue assise de Kariteimo ; entreposée au Shuni-e shukusho                                              | BCI                      |
|       | Ganjin 木造鑑真和尚坐像 Ganjin oshō zazō, | 1733                      | Bois                          | Statue assise de Ganjin                                                                                  | BCI                      |
|       | Jikoku-ten 木造持国天立像 Jikokuten ryūzō, | Époque de Heian (1178)    | Bois                          | Statue debout de Jikoku-ten                                                                              | BCI                      |
|       | Nyoirin Kannon 銅造如意輪観音半跏像 dōzō Nyoirin Kannon hankazō,                                                                                                 | Époque de Heian           | Bronze                        | Statue assise en tailleur de Nyoirin Kannon                                                              | BCI                      |
|       | Seimen Kongō 木造青面金剛立像 Seimen Kongō ryūzō, | Époque de Heian           | Bois                          | Statue debout de Shōmen Kongō                                                                            | BCI                      |
|       | Douze généraux célestes 木造十二神将立像 jūnishinshō ryūzō, | Époque de Heian           | Bois                          | Douze statues debout des douze Généraux célestes                                                         | BCI                      |
|       | Quatre rois célestes 木造四天王立像 Shitennō ryūzō | 1281                      | Bois                          | Statues debout des quatre rois célestes                                                                  | BCI                      |
|       | Shō Kannon 木造聖観音立像 Shō Kannon ryūzō, | Époque de Kamakura        | Bois                          | Statue debout de Shō Kannon                                                                              | BCI                      |
|       | Jūichimen Kannon 木造十一面観音立像 Jūichimen Kannon ryūzō, | Époque de Heian           | Bois                          | Statue debout de Jūichimen Kannon                                                                        | BCI                      |
|       | Enma-Ō 木造閻魔王坐像 Enma-ō zazō, | Époque de Kamakura        | Bois                          | Statue assise de Enma-Ō                                                                                  | BCI                      |
|       | Taizan Fukun 木造泰山府君坐像 Taizan Fukun zazō, | Époque de Kamakura        | Bois                          | Statue assise de Taizan Fukun                                                                            | BCI                      |
|       | Bosatsu 木造菩薩立像 Bosatsu ryūzō | 1190-98                   | Bois                          | Statue debout d'un bodhisattva                                                                           | BCI                      |
|       | Nyoirin Kannon et Kokūzō bosatsu 木造〈如意輪観音／虚空蔵菩薩〉坐像 Nyoirin Kannon / Kokūzō Bosatsu zazō                                                         | 1726-55                   | Bois                          | Statues assises de Nyoirin Kannon et Kokūzō ; entreposée au Daibutsu-den ; école Kei                     | BCI                      |
|       | Images dans un temple miniature : Senjū Kannon et les quatre rois célestes 厨子入／木造千手観音立像／木造四天王立像 zushi-iri/Senjū Kannon ryūzō/shitennō ryūzō, | Époque de Kamakura        | Bois                          | Statues debout de Kannon aux milles bras et des quatre rois célestes ; entreposées au Kaidan-in Senjū-dō | BCI                      |
|       | Tête de lion 木造獅子頭 Shishi gashira | Époque de Kamakura        | Bois                          | Lion gardien des temples                                                                                 | BCI                      |
|       | Kōkei 木造公慶上人坐像 Kōkei shōnin zazō, | 1706                      | Bois                          | | BCI                      |
|       | Collection de masques de Gigaku 木造伎楽面 乾漆伎楽面 gigaku men - gigakumen,                                                                                    | 752                       | 29 en bois, un en laque sèche | Masques pour danser le gigaku                                                                            | BCI                      |
|       | Masques de Gigaku 木造伎楽面 乾漆伎楽面 gigaku men | 1196                      | Bois                          | Deux masques                                                                                             | BCI                      |
|       | Masques de bugaku 木造舞楽面 bugaku men, | Heian et Kamakura         | Bois                          | Neuf masques pour le bugaku                                                                              | BCI                      |
|       | Masques de Gyōdō 木造行道面 gyōdō men | 1086 et 1334              | Bois                          | Deux masques de gyōdō                                                                                    | BCI                      |
|       | masques de bosatsu 木造菩薩面 bosatsu men | 1158                      | Bois                          | Trois masques de bodhisattva                                                                             | BCI                      |
|       | Fudō Myōō 木造不動明王坐像 Fudō Myōō zazō | Époque de Heian           | Bois                          | Statue assise de Fudō Myōō                                                                               | Désignation préfectorale |

## Artisanat
| Image | Nom                                                                            | Date                 | Type                 | Commentaires | Designation              |
| ----- | ------------------------------------------------------------------------------ | -------------------- | -------------------- | --- | ------------------------ |
|       | Objets rituels du Kondō 東大寺金堂鎭壇具 Tōdai-ji kondō chindangu,             | vers 750             | Biens archéologiques | Comprend : petit bol en argent doré présentant des motifs de chasse, sabres, armure, un miroir, un fragment de boîte laquée, un boîte de crystal, objets en crystal, perles d'ambre, de verre et de crystal | TN                       |
|       | Cloche du temple 梵鐘 bonshō                                                   | 752                  |                      | | TN                       |
|       | Lanterne octogonale en bronze doré 金銅八角燈籠 kondō hakkaku tōrō,            | Époque de Nara       |                      | Située devant le Daibutsu-den | TN                       |
|       | Boîte à motifs de fleurs et d'oiseaux 花鳥彩絵油色箱 kachō saieyushokubako     | Époque de Nara       |                      | | TN                       |
|       | Peau de cerf orné d'arabesque 葡萄唐草文染韋 budō karakusamon somekawa,        | Époque de Nara       |                      | | TN                       |
|       | Plaque impériale de la Saidai-mon 木造西大門勅額 Saidaimon chokugaku,          | Époque de Nara       |                      | | BCI                      |
|       | Cloche 梵鐘 bonshō                                                             | 1264                 |                      | Provenant du Shingon-in | BCI                      |
|       | Boîte à sūtra décorée de nuages et de phénix 雲鳳鎗金経櫃 unhōsō kinkyō hitsu, | Dynastie Yuan, Chine |                      | Entreposée au musée national de Tokyo | BCI                      |
|       | Gong à motif de paon 孔雀文磬 kujaku monkei,                                   | Époque de Kamakura   |                      | | BCI                      |
|       | Aiguière 銅水瓶 dō suibyō,                                                     | 1305                 | Bronze               | Deux pièces venant du Kaidan-in | BCI                      |
|       | Fioles à parfum 銅香水杓 dō kōsuishaku                                         | Époque de Kamakura   | Bronze               | Quatre pièces | BCI                      |
|       | Serrure et clés 鉄鑰鍵付 tetsu yaku (kagi tsuki)                               | Époque de Kamakura   | Fer                  | | BCI                      |
|       | Petite cloche 堂司鈴 dōshirei                                                  | 1285                 |                      | | BCI                      |
|       | Cloche 梵鐘 bonshō,                                                            | 1308                 |                      | Au Nigatsu-dō | BCI                      |
|       | Waniguchi 鰐口 waniguchi                                                       | Époque de Kamakura   |                      | Waniguchi (sorte de gong) | BCI                      |
|       | Bols laqués 朱漆布薩盥 shu urushi fusatsu tarai,                               | 1427                 |                      | Trois pièces | BCI                      |
|       | Plateaux laqués 二月堂練行衆盤 shu urushi fusatsu tarai,                       | 1298                 |                      | Gravés, appartenant au Nigatsu-dō ; onze pièces, accompagnés de boîtes en cèdre | BCI                      |
|       | Jarres 木製黒漆油壺 mokusei kokushitsu abura tsubo                             | 1330                 |                      | Deux jarres en laque noire vernie | BCI                      |
|       | Tambours laqués 黒漆鼓胴 kokushitsu kodō                                       | Époque de Nara       |                      | Deux pièces laquées de noir | BCI                      |
|       | Tambours peints 彩絵鼓胴 sai-e kodō                                            | Époque de Kamakura   |                      | | BCI                      |
|       | Tambours peints 彩絵鼓胴 sai-e kodō                                            | 1232                 |                      | | BCI                      |
|       | Table laquée de noir incrustée de nacre 黒漆螺鈿卓 kokushitsu raden taku,      | Époque de Heian      |                      | Technique raden | BCI                      |
|       | Scèptre rituel orné de cinq lions 五獅子如意 go shishi nyoi                    | Époque de Heian      |                      | Scèptre chinois appelé ruyi (nyoi en japonais) | BCI                      |
|       | Scèptre orné d'écailles de tortue 玳瑁如意 taimai nyoi                         | Époque de Heian      |                      | Idem. | BCI                      |
|       | Baignoire 鉄湯船 tetsu yubune                                                  | Époque de Kamakura   | Fer                  | Située à la salle des bains (Ōyuya) | BCI                      |
|       | Lanterne en fer 鉄釣燈籠 tetsutsuri tōrō,                                      | Époque de Kamakura   | Fer                  | Deux pièces au Hokke-dō | BCI                      |
|       | Lanterne en pierre 石燈籠 ishi dōrō                                            | 1254                 | Pierre               | Tōrō (lanterne traditionnelle japonaise) | BCI                      |
|       | Kane 鉦鼓 shōkō                                                                | 1134                 |                      | Kane (petit gong japonais) | BCI                      |
|       | Kane 鉦鼓 shōkō                                                                | 1198                 |                      | Kane (petit gong japonais) | BCI                      |
|       | Dessous-de-plat en bronze doré 金銅受台 kondō ukedai                           | Époque de Nara       |                      | | BCI                      |
|       | Pot en bronze 銅鉢 dōhatsu                                                     | Époque de Nara       |                      | | BCI                      |
|       | Pots en bronze doré 金銅鉢 kondōhatsu                                          | Époque de Nara       |                      | Deux pièces | BCI                      |
|       | hōtō en bronze doré 金銅宝塔 kondō hōtō                                        | 1411                 |                      | Hōtō (type de pagode japonaise) miniature | Désignation préfectorale |

## Documents historiques
| Image | Nom | Date                                | Type                                  | Commentaires | Designation       |
| ----- | --- | ----------------------------------- | ------------------------------------- | --- | ----------------- |
|       | Archives du Tōdai-ji 東大寺文書 Tōdai-ji monjo                                                                                  | Époque de Heian-Époque de Muromachi | Documents historiques                 | 979 documents montés en cent rouleaux, soit 8516 simples feuillets au total | TN                |
|       | Sūtra du Sage et de l'Ignorant 賢愚経 Kengu-kyō                                                                                 | Époque de Nara                      |                                       | Un rouleau (vol. 15) | TN                |
|       | Kenkō-kyō 賢劫経 Kenkō-kyō shihonbokusho makimono                                                                               | Époque de Nara                      |                                       | Un rouleau | BCI               |
|       | Daibibasharon 大毘婆沙論 Daibibasharon                                                                                          | 740                                 |                                       | Mahavibhasa ; un rouleau (vol. 23) | BCI               |
|       | Annales du Tōdai-ji 東大寺要録 Tōdai-ji yōroku                                                                                  | Époque de Kamakura                  |                                       | Dix volumes | BCI               |
|       | Suite des annales du Tōdai-ji 東大寺要録続録 Tōdai-ji yōroku zokuroku                                                           | Époque de Muromachi                 |                                       | Neuf volumes | BCI               |
|       | Daiitoku Darani-kyō 大威徳陀羅尼経 Daiitoku darani-kyō                                                                          | 740                                 |                                       | Dix rouleaux | BCI               |
|       | Daihōtō daishū bosatsu nenmbutsu sanmai-kyō 大方等大集菩薩念仏三昧経 Daihōtō daishū bosatsu nenmbutsu sanmai-kyō                | Époque de Nara                      |                                       | Dix rouleaux | BCI               |
|       | Sūtra du Nirvana 大般涅槃経 Daihatsu nehan-gyō                                                                                  | Époque de Nara                      |                                       | Sūtra du Nirvana (Mahāparinirvāṇa Sūtra) ; quarante ruleaux | BCI               |
|       | Yogacarabhumi-sastra 瑜伽師地論 Yugashichi-ron                                                                                  | 740                                 |                                       | Yogācārabhūmi Śāstra ; quatre rouleaux (12, 13, 14, 17) | BCI               |
|       | Sūtra Avatamsaka 華厳経 Kegon-kyō                                                                                               | 798                                 |                                       | Sūtra Avatamsaka (Kegon) ; dix rouleaux (1, 4, 5, 6, 9, 11) | BCI               |
|       | Kokūzō-kyō 虚空蔵経 Kokūzō-kyō                                                                                                  | Dynastie Tang, Chine                |                                       | Huit rouleaux | BCI               |
|       | Saijikonkōmyōsaishōō-kyō 細字金光明最勝王経 Saijikonkōmyōsaishōō-kyō                                                            | Époque de Heian                     |                                       | Un rouleau | BCI               |
|       | Soku Kegon ryakukyō sokanteiki 続華厳略経疏刊定記 soku Kegon ryakukyō sokanteiki                                                | Époque de Nara                      |                                       | Cinq rouleaux | BCI               |
|       | Hokketōryaku 法華統略 Hokketōryaku                                                                                              | Époque de Heian                     |                                       | Un rouleau | BCI               |
|       | Sūtra de la perfection de la sagesse 金剛般若経 Kongō hannya-kyō                                                                | 844                                 |                                       | Sūtra Prajnaparamita ; premier rouleau | BCI               |
|       | Hyakubōkenyūshō 百法顕幽抄 Hyakubōkenyūshō                                                                                      | Dynastie Tang (843), Chine          |                                       | Premier rouleau | BCI               |
|       | Kōsōdenrokushu 高僧伝六種 Kōsōdenrokushu                                                                                        | Époque de Kamakura                  |                                       | Neuf rouleaux | BCI               |
|       | Actes d'Enshō 円照上人行状記 Enshō shōnin gyōjōki                                                                               | 1302                                |                                       | Actes d'Enshō (円照), par Gyōnen (凝然) ; trois rouleaux | BCI               |
|       | Konma 羯磨 Konma | Époque de Nara                      |                                       | Deux rouleaux | BCI               |
|       | Misasoku Konma Bon 弥沙塞羯磨本 Misasoku Konma Bon,                                                                             | Époque de Nara                      |                                       | Un rouleau | BCI               |
|       | Sūtra Avatamsaka 紺紙金字華厳経 konshi ginji Kegon-kyō,                                                                         | Époque de Kamakura                  | Encre d'argent sur papier bleu marine | Quatre-vingts rouleaux | BCI               |
|       | Ganmonshū 願文集 ganmonshū | Époque de Kamakura                  |                                       | Un rouleau | BCI               |
|       | Tōdaiji sōshō hitsu shōkyō narabini-shō 東大寺宗性筆聖教並抄録本 Tōdaiji sōshō hitsu shōkyō narabini-shō                        | Époque de Kamakura                  |                                       | 99 rouleaux, soit 347 feuillets | BCI               |
|       | Tōdaiji Gyōnen senjutsu shōsorui 東大寺凝然撰述章疏類 Tōdaiji gyōzen senjutsu shōsho-rui                                        | Époque de Kamakura                  |                                       | 146 rouleaux | BCI               |
|       | Sūtra Avatamsaka 高麗版華厳経随疏演義鈔 kōraiban Kegon-kyō zuiso engi shō                                                       | Période Joseon, Corée               |                                       | Quarante rouleaux | BCI               |
|       | Konkōmyō-saishōō-kyō chūshaku 金光明最勝王経註釈 Konkōmyōsaishōō-kyō chūshaku                                                   | Époque de Heian                     |                                       | Deux rouleaux (5, 9) | BCI               |
|       | Tōdai-ji daikanjinsōgyō yūjihitsu shojō 東大寺大勧進僧行勇自筆書状 Tōdai-ji daikanjinsōgyō yūjihitsu shojō                      | Époque de Kamakura                  |                                       | Un volume | BCI               |
|       | Inventaire des objets rituels pour les cérémonies d'Amida keka 紙本墨書阿弥陀悔過料資財帳 shihonbokusho Amida kekaryō shizaichō | 767                                 | Document historique                   | Un rouleau | BCI               |
|       | Édit de Chōgen pour la levée de fonds de 1181 (Genkyū 2 (1205) 元久二年重源上人勧進状 Genkyū ninen Chōgen shōnin kanjinjō       | 1205                                | Document historique                   | Un rouleau | BCI               |
|       | Registre des serfs du Tōdai-ji 東大寺奴婢見来帳 Tōdai-ji nuhiken raichō                                                         | 751/6                               | Documents historiques                 | Un rouleau | BCI               |
|       | Archives du domaine du Tōdai-ji de la province d'Echizen 越前国田使解 Echizen no kuni denshige,                                 | 756, 757                            | Documents historiques                 | Archive sur l'ancien shōen (domaine) de la province d'Echizen ; deux rouleaux (2, 3, le premier de 755 étant détenu par le musée Gotoh)                                                              | BCI               |
|       | Eisai jihitsu tōboku hitsukenjōjō 栄西自筆唐墨筆献上状 Eisai jihitsu tōboku hitsukenjōjō                                        | 1270                                | Documents historiques                 | Un volume | BCI               |
|       | Sōbō Gekishu ganmonan 僧某逆修願文案 sōbō Gekishu ganmonan                                                                      | 1198                                | Documents historiques                 | Un rouleau | BCI               |
|       | Archives du domaine Amida-ji dans la province de Suō 周防国阿弥陀寺領田畠注文 Suō no kuni Amida-ji ryō denbata chūmon           | 1200                                | Documents historiques                 | Un rouleau, contenus liés à des levées de fonds pour des restaurations | BCI               |
|       | Sūtra Avatamsaka 紺紙銀字華厳経 konshi ginji Kegon-kyō,                                                                         | Époque de Nara                      | Documents historiques                 | Encre d'argent sur papier bleu marine ; endommagé par l'incendue de 1667 durant le festival Omizutori qui détruit le Nigatsu-dō ; vingt rouleaux, dont dix-huit ont été montés un temps sur panneaux | BCI               |
|       | Archive du Dajōkan 太政官宣旨 Dajōkan senji                                                                                     | 808                                 | Document historique                   | Provenant du Dajōkan ; un rouleau | BCI               |
|       | Archives de la cérémonie Shuni-e du Nigatsu-dō 二月堂修二会記録文書 Nigatsudō Shuni-e kirokumonsho                              | Époque de Heian-Ère Shōwa           | Documents historiques                 | Liées à la cérémonie annuelle Shuni-e ; 293 volumes, 2107 feuillets | BCI               |
|       | Archives du Kaidan-in du Tōdai-ji 東大寺戒壇院指図 Tōdai-ji Kaidan'in sashizu                                                   | Muromachi-Momoyama                  | Matériel historique                   | | BCI               |
|       | Collection Matsubara 松原文庫 Matsubara bunko,                                                                                  | Edo-Shōwa                           |                                       | 1090 documents | Biens enregistrés |

## Monuments
| Image | Nom                                                                                              | Date | Type             | Commentaires | Designation              |
| ----- | ------------------------------------------------------------------------------------------------ | ---- | ---------------- | ------------ | ------------------------ |
|       | Ancien site du Tōdai-ji 東大寺旧境内 Tōdai-ji kyūkeidai                                          | N/A  | Site historique  |              | Désignation nationale    |
|       | Ancien site du Tōnan-in du Tōdai-ji 東大寺東南院旧境内 Tōdai-ji Tōnan-in kyūkeidai               | N/A  | Site historique  |              | Désignation nationale    |
|       | Réserve de poisson Ischikauia de l'étang du Miroir 東大寺鏡池棲息ワタカ Kagamiike seisoku wataka | N/A  | Monument naturel |              | Désignation préfectorale |